# Karol Euzebiusz Liechtenstein
Karol Euzebiusz I Liechtenstein, niem. Karl Eusebius I von Liechtenstein (ur. 11 kwietnia 1611 r., zm. 5 kwietnia 1684 r. w Kostelcu nad Černymi Lasy) – książę opawski i karniowski, syn Karola I, członek rodu Liechtensteinów.

## Życiorys
Urodził się w 1611 roku, jako pierworodny syn księcia Karola I Liechtensteina. Dzieciństwo spędził w Wiedniu, a od 1622 roku przebywał w zamku Eisgrub (dzisiejsze Lednice). Po śmierci ojca odziedziczył po nim wszystkie tytuły (zgodnie z przyjętym w 1606 roku dziedziczeniem na zasadzie primogenitury), jednak był niepełnoletni (kiedy zmarł Karol I, książę miał 16 lat), wobec czego władzę sprawował wuj Karola Euzebiusza i młodszy brat Karola I – Maksymilian I Liechtenstein. W tym czasie młody książę odbywał kilkuletnią podróż po Austrii wraz ze swoim kuzynem. Władzę w księstwach: opawskim i karniowskim, a także całą resztą ojcowizny od wuja przejął całkowicie w 1632 roku, kiedy powrócił z eskapady.
W latach 1639–1641 pełnił funkcję starosty Śląska. Majątek Liechtensteinów znacznie ucierpiał podczas wojny trzydziestoletniej, a Karol Euzebiusz skupiał się na jego odbudowie. Długi austriackiego rodu wynikały z odszkodowań, które sąd przyznawał w związku z nielegalnymi przejęciami ziem w Czechach przez Karola I. Ostateczne roszczenia wyniosły 1,7 mln guldenów.
Cały dług udało się spłacić po długich procesach, które zakończyły się ostatecznie w 1665 roku. Resztę życia książę poświęcił na inwestycję w dzieła sztuki i stworzył podwaliny pod słynne kolekcje dzieł sztuki, których właścicielem są do dziś Liechtensteinowie. Mimo spłacenia długów wojennych, ród Liechtensteinów znów się zadłużył i gdy po śmierci Karola Euzebiusza, władzę przejmował jego pierworodny syn Jan Adam I, musiał on spłacić dług wysokości 800 000 guldenów.
Karol Euzebiusz miał ośmioro dzieci ze swoją żoną Joanną Beatrycze von Dietrichstein-Nikolsburg, z którą miał jedenaścioro dzieci, w tym jednego syna, który dożył jego śmierci i przejął po nim majątek wraz z tytułami – Jan Adam I Andrzej.